# José Joaquín Martínez Sieso
José Joaquín Martínez Sieso, né le 13 avril 1956 à Bilbao, est un homme politique espagnol membre du Parti populaire (PP). Il est président de Cantabrie entre 1995 et 2003.

## Biographie

### Formation
Il est titulaire d'une licence en droit de l'université de Deusto et d'une maîtrise en administration des affaires de l'Institut de l'entreprise. En 1984, il rejoint les services de la Députation régionale de Cantabrie, où il travaille sur les aides à l'investissement et le développement régional dans le cadre européen. Il occupe même le poste de directeur du bureau exécutif des incitations économiques régionales (OEIR).

### Première élection au Congrès des députés
Pour les élections législatives anticipées du 29 octobre 1989, il est investi en deuxième position sur la liste du Parti populaire en Cantabrie, emmenée par Isabel Tocino. À 33 ans, il est élu au Congrès des députés et siège à la commission de l'Industrie. Il se trouve au cœur d'une polémique en avril 1991, après l'adoption du projet de loi organique de réforme de la procédure pénale en séance plénière, assurant avec une « conviction absolue » avoir voté contre alors qu'un vote favorable de sa part a été enregistré, le texte ayant été approuvé par 176 voix, soit l'exacte majorité requise.
Aux élections législatives anticipées du 6 juin 1993, il prend la tête de la liste du PP. Il reste alors membre de la commission de l'Industrie.

### Président de Cantabrie
Intégré au comité exécutif du Parti populaire de Cantabrie (PPC) lors du congrès régional de 1995, il est ensuite choisi pour le conduire aux élections autonomiques du 26 mai. Il remporte 32,7 % des suffrages exprimés et 13 députés sur 39 à l'Assemblée régionale. Il se soumet à l'investiture parlementaire le 11 juillet et remporte 19 voix pour et 20 contre, bénéficiant en effet du soutien du Parti régionaliste de Cantabrie (PRC).
Le 13 juillet, José Joaquín Martínez Sieso est investi à 39 ans président de la Députation régionale par 26 voix pour, 10 contre et 3 abstentions, ayant reçu l'appui de l'Union pour le progrès de la Cantabrie (UPCA), la Gauche unie choisissant de ne pas se prononcer pour ou contre. Il est formellement nommé le 17 juillet. Il désigne ensuite le secrétaire général du PRC Miguel Ángel Revilla vice-président, conseiller au Logement, aux Travaux publics et à l'Urbanisme.
Il indique par la suite avoir trouvé en arrivant au pouvoir une administration « complètement déstructurée », annonce qu'il compte engager « un plan de choc » pour la rénovation des routes tout en ne cherchant pas « les grands investissements et projets pharaoniques » et accuse son prédécesseur Juan Hormaechea d'avoir annoncé d'énormes dépenses juste avant les élections dans l'objectif « d’hypothéquer les actions du futur gouvernement ».
Les élections autonomiques du 13 juin 1999 voient le PPC améliorer ses résultats, avec 42,5 % des voix et 19 députés sur les 39 du nouveau Parlement de Cantabrie. Il passe un nouvel accord de coalition avec le PRC le 24 juin, qui prévoit la confirmation de Revilla, un total de deux postes au conseil de gouvernement, l'élection d'un régionaliste à la présidence du Parlement et à la mairie de Torrelavega, deuxième ville de la communauté autonome. Il est de nouveau investi, avec le titre de président de Cantabrie, le 22 juillet, par 25 voix pour et 14 voix contre, les socialistes ayant tous émis un vote défavorable. Il est alors le premier titulaire de cette fonction depuis 1983 à enchaîner deux mandats consécutifs.
Il postule pour un troisième mandat aux élections du 25 mai 2003, et reconnaît deux jours plus avant la tenue du scrutin que ses relations avec le Parti régionaliste de Cantabrie se sont nettement détériorées, les accusant publiquement de « graves incohérences » et soupçonnant une entente préalable avec les socialistes. Lors du scrutin, il confirme son résultat de 42,5 % des voix et compte 18 députés. Il est cependant écarté du pouvoir par une alliance entre le Parti socialiste de Cantabrie-PSOE (PSC-PSOE) et le PRC, qui donne la présidence de la communauté autonome au régionaliste Revilla le 27 juin suivant. Les conservateurs dénoncent alors un « authentique scandale ».

### Retour au Congrès des députés
Il retourne alors à la vie politique nationale et prend à nouveau la tête de liste du PP dans la circonscription de Cantabrie pour les élections législatives du 14 mars 2004. Il devient alors vice-président de la commission de l'Équipement et du Logement, puis troisième vice-président du Congrès des députés le 4 septembre 2007, à la suite du décès six semaines plus tôt de Gabriel Cisneros. Réélu au cours des élections législatives du 9 mars 2008, il retrouve ses fonctions de vice-président de la commission de l'Équipement et du Logement.
Le 22 juillet 2011, à la suite de la victoire du PPC aux élections autonomiques et de l'investiture d'Ignacio Diego, il est nommé par le conseil de gouvernement président de l'Autorité portuaire de Santander. Il démissionne du Congrès quatre jours plus tard.